# Войцех Дідушицький
Во́йцех Дідуши́цький (пол. Wojciech Dzieduszycki, 13 липня 1848, Єзупіль — 23 березня 1909, Відень) — австрійський граф, польський політичний діяч, археолог, письменник, публіцист, мистецтвознавець, драматург, містик-спіритуаліст українського (русинського) походження. Прихильник порозуміння з українцями, потім — лідер «подоляків». Нагороджений Орденом Залізної Корони І класу (1907).

## Життєпис
Батьки — граф Владислав Дідушицький (1821—1866) і графиня Антоніна Мазаракі (пом. 1880). Походив з давнього українського (але спольщеного в 17-18 ст. ст.) роду Дідушів[джерело?], які за легендою походили від племінниці короля Данила — дочки його брата Василька Романовича. Дідушицькі — типові представники тодішньої галицької аристократії.
Спочатку навчався вдома, після смерті батька — в Терезіанумі (елітарна лицарська школа, заснована у XVIII ст. у Відні імператрицею Марією Терезією). Згодом вивчав право та філософію у Віденському університеті. У віці 23 років здобув докторат із філософії (1871). Володів новогрецькою, латинською, англійською, німецькою, французькою мовами.
Політичну кар'єру почав як член Виділу повітової ради в Тлумачі (1873). У 1883—1886 роках підтримував спроби Адама Сапеги боротися зі станьчиками, але в 1889 сприяв укладенню так званої «шляхетської унії». Як член освітньої комісії Галицького крайового сейму підтримував пропозиції Юліяна Романчука, був прихильником співпраці з русинами (українцями).
Як громадсько-політичний діяч і науковець шукав шляхів до порозуміння з українцями. Його єдина п'єса «Богдан Хмельницький» (1873 року її поставив театр Смуховського у Львові) була засуджена польською «патріотичною» критикою. У численних виступах і статтях розглядав різні аспекти польсько-українських відносин. Пізніше погляди В. Дідушицького змінювалися, і він перетворився на провідника українофобського угруповання «подоляків».
Для української культури Войцех Дідушицький є надзвичайно важливий тим, що він відкрив 1880 року для широкої публіки та популяризував славнозвісний Богородчанський іконостас — шедевр українського іконопису кінця 17 — початку 18 століть, створений ієромонахом Йовом Кондзелевичем. Також був ініціатором реставрації іконостаса та долучення його до пам'яток державного значення (на З'їзді польських і руських археологів 10 вересня 1888).
Помер у Відні від серцевого приступу; похований у гробівці родини Дідушицьких в Єзуполі, поблизу костелу домініканів. У Львівському катедральному костелі в одній із стін вмуровано пам'ятну плиту, присвячену В. Дідушицькому та його дружині Северині (уродженка Сидорівки).

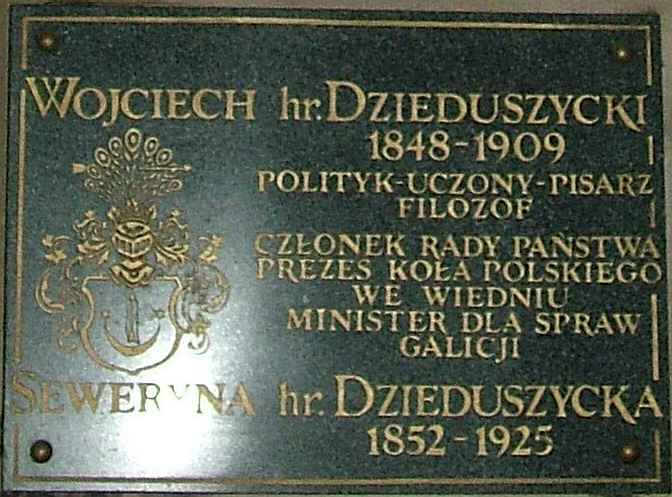
Львів, катедра, пам'ятна плита В.Дідушицькому та його дружині Северині

## Політичні та громадські посади
- Посол до Райхсрату (1879—1885, 1895—1909; віце-президент «Польського кола» у 1895—1899, 1900—1904, 1907—1909; президент «Польського кола» у 1904—1906)
- Посол Галицького крайового сейму (1887—1909)
- Міністр Галичини (1906—1907)
- Професор етики, естетики, історії й філософії Львівського університету з 1897
- Голова Крайового археологічного товариства у Львові (1881—1892)
- Заступник голови «Польської Матиці» (1888—1895)
- Член Крайової шкільної ради (1895—1904)
- Член центральної комісії у Відні із вивчення і збереження історичних і мистецьких пам'яток
- Головний консерватор Галичини
- Таємний радник імператорського двору з 1898

## Літературні та дослідницькі праці
- Studja estetyczne. Т. 2. 1881.
- Odezwa Wydziału Towarzystwa Archeologicznego we Lwowie // Przegląd Archeologiczny. Zeszyt 1. Lwów, 1882.
- Budowanie drewniane na Rusi // Przegląd Archeologiczny. Zeszyt 1.Lwów, 1882.
- Katalog wystawy Archeologicznej i Etnograficznej we Lwowie 1885 rok. Lwów, 1885.
- Listy ze wsi. Lwów, 1889.
- Listy o wychowaniu. Lwów, 1892.
- Przedmowa. Pogląd na dzieje sztuki na Rusi // Wystawa Archeologiczna Polsko-Ruska urządzona we Lwowie w roku 1885. Lwów, 1885.
- Studja estetyczne. Т.1. Lwów, 1878.
- Ikonostas Bohorodczański. Lwów, 1886.
- Rzecz o uczuciach ludzkich. Lwów, 1902.
- Roztrząsania filozoficzne o podstawach pewności ludzkiej. Lwów, 1892.
- Ateny. 1878.
- Historia malarstwa we Włoszech. Lwów, 1892.
- Bohdan Chmielnicki (wyst. 1873)
- Król Bolesław II (1893)
- Książę Henryk (1896)
- Władysław (1872)
- Aurelian (1879)
- Anioł (1892)
- Historię malarstwa we Włoszech (1892)
- O wiedzy ludzkiej (1896)
- Dokąd nam iść wypada (1910)
- Historia filozofii (1914)

### Сім'я
Дружина — Северина Дідушицька (1852—1925). Діти:
- Ян Владислав Дідушицький (1875—1940)
- Антоніна